# Попченко Віталій Олексійович
Віталій Олексійович Попченко (рос. Виталий Алексеевич Попченко 9.10.1907, Саратов — 26.06.1982, Баку) — радянський російський оперний і камерний співак (баритон), педагог. Заслужений артист Азербайджану.

## Біографія
Народився 26 червня 1907 року у місті Саратові. У 1926 році вступив до Московської державної консерваторії імені П. І. Чайковського, на вокальний факультет, у клас Володимира Лосського.
З 1931 по 1933 рік Віталій Олексійович стажувався у Великому театрі.

### Виконавська діяльність
1933 року Віталій Попченко став провідним солістом Саратовського академічного театру опери і балету, в якому проявив себе, з найкращої сторони, як обдарований оперний вокаліст, пропрацював в цьому театрі до 1950 року.
У 1951 році був запрошений на роботу в Азербайджанський академічний театр опери і балету імені М. Ф. Ахундова, на партії драматичного баритона: Яго з опери «Отелло», Грязной з оп. «Царева наречена», Мазепа з оп. «Мазепа», Амонасро з оп. «Аїда», Ріголетто з оп. «Ріголетто». 1960 року Віталій Алексійович отримав почесне звання «Заслуженого артиста Азербайджану»

### Педагогічна діяльність
З 1969 року викладав сольний спів в Азербайджанській державній консерваторії. В 1976 році йому присвоєно вчене звання доцент. Один з найкращих його учнів, це Заслужений артист Росії і Азербайджану Алім Абалмасов.